# Dolany (Olomouc)
Dolany (in tedesco Dollein) è un comune della Repubblica Ceca facente parte del distretto di Olomouc, nella regione di Olomouc.